# Buros
Buros település Franciaországban, Pyrénées-Atlantiques megyében. Lakosainak száma 1988 fő (2022. január 1.). Buros Pau, Maucor, Montardon, Morlaàs és Saint-Castin községekkel határos.

## Népesség
A település népességének változása:
| Lakosok száma | 1795 | 1841 | 1927 | 1883 | 1895 | 1927 | 1940 | 1964 | 1988 |
|               | 2013 | 2015 | 2016 | 2017 | 2018 | 2019 | 2020 | 2021 | 2022 |